# Meliscaeva abdominalis
Meliscaeva abdominalis är en tvåvingeart som först beskrevs av Sack 1927.  Meliscaeva abdominalis ingår i släktet flickblomflugor, och familjen blomflugor.
Artens utbredningsområde är Taiwan. Inga underarter finns listade i Catalogue of Life.